# Linda Leverton
Linda Leverton (geb. Allen; * 22. März 1987) ist eine australische Dreispringerin.
Beim Leichtathletik-Weltcup 2006 wurde sie Neunte.
2014 wurde sie Fünfte bei den Commonwealth Games in Glasgow und Achte beim Continentalcup in Marrakesch.
Viermal wurde sie Australische Meisterin (2006, 2009, 2013, 2014).

## Persönliche Bestleistungen
- Weitsprung: 6,39 m, 16. Februar 2013, Adelaide
- Dreisprung: 13,93 m, 5. April 2014, Melbourne